# 迪南 (比利时)
迪南（法語：Dinant，法語發音：[dinɑ̃] ⓘ）是比利时瓦隆大区那慕爾省的一座城市，位于默兹河畔，通行法语，是比利时法语社群的一部分，面积99.80平方千米，人口13,544人（2018年1月1日）。
今天迪南为铁路枢纽和旅游中心，悬崖上的城堡和山下的圣母协同教堂是迪南的城市标志。城堡建于1050年，今天所见的建筑是19世纪建成的。

## 人物
- 阿道夫·萨克斯，薩氏管的发明者。

## 友好关系
- 菲律賓 卡加延德奥罗
- 英格兰 霍兹登（英语：Hoddesdon）
- 希腊 希俄斯
- 法國 迪南
- 法國 巴黎迪士尼樂園[2]